# Beat Breu

Beat Breu (van het zadel) en de Duitser Henry Rinklin tijdens het Kampioenschap van Zürich in 1981

Beat Breu (Sankt Gallen, 23 oktober 1957) is een voormalig Zwitsers wielrenner en veldrijder.

## Carrière
Breu was beroepswielrenner van 1979 tot 1995 en stond bekend als een goede klimmer en veldrijder. Tot zijn grootste zeges behoren tweemaal het eindklassement in de Ronde van Zwitserland maar zijn grote bekendheid kreeg hij in 1982 door twee bergetappes te winnen in de Ronde van Frankrijk, waaronder de prestigieuze rit naar L'Alpe d'Huez. In 1988 werd hij 3e op het WK veldrijden te Hagendorf in Zwitserland. In 1994 en 1995 vormde hij samen met Urs Freuler een tweemansploeg. Na zijn actieve loopbaan als wielrenner was hij entertainer, uitbater van een horecagelegenheid en handelaar in vrachtwagens.

## Belangrijkste overwinningen en ereplaatsen
1979
- 23e plaats eindklassement Giro d'Italia
- 2e plaats bergklassement Giro d'Italia

1981
- Kampioenschap van Zürich
- 3e etappe deel A Ronde van Zwitserland
- 7e etappe deel B Ronde van Zwitserland
- Eindklassement Ronde van Zwitserland
- 20e etappe Giro d'Italia
- 8e plaats eindklassement Giro d'Italia
- 2e plaats bergklassement Giro d'Italia

1982
- 14e etappe Tour de France
- 17e etappe Tour de France
- 5e etappe Ronde van Zwitserland
- Bergklassement Ronde van Zwitserland
- Bergklassement Ronde van Romandië
- 3e plaats bergklassement Tour de France

1983
- Bergklassement Ronde van Romandië

1984
- 2e etappe Ronde van Zwitserland
- 8e plaats eindklassement Giro d'Italia

1987
- 4e etappe Ronde van Romandië
- Bergklassement Ronde van Romandië

1988
- Zwitsers kampioen veldrijden, Elite
- 3e plaats WK veldrijden
- Bergklassement Ronde van Romandië
- Cyclocross Zürich, Superprestige
- 11e plaats eindklassement Giro d'Italia

1989
- 6e etappe Ronde van Zwitserland
- Eindklassement Ronde van Zwitserland
- Cyclocross Zürich, Superprestige

1994
- Zwitsers kampioen veldrijden, Elite

## Resultaten in voornaamste wedstrijden
| Jaar | Ronde van Italië | Ronde van Frankrijk | Ronde van Spanje |
| ---- | ---------------- | ------------------- | ---------------- |
| 1979 | 23e              |                     |                  |
| 1980 |                  |                     |                  |
| 1981 | 8e (1)           |                     |                  |
| 1982 |                  | 6e (2)              |                  |
| 1983 |                  | 22e                 |                  |
| 1984 | 8e               | 43e                 |                  |
| 1985 |                  | 23e                 |                  |
| 1986 |                  | 74e                 |                  |
| 1987 |                  | 26e                 |                  |
| 1988 | 11e              |                     |                  |
| 1989 |                  | 21e                 |                  |
| 1990 |                  | 42e                 |                  |

| Jaar | Milaan-San Remo | Gent-Wevelgem | Amstel Gold Race | Luik-Bast.‑Luik |
| ---- | --------------- | ------------- | ---------------- | --------------- |
| 1979 | 76e             |               | 11e              |                 |
| 1980 |                 |               | 56e              |                 |
| 1981 |                 |               | 48e              |                 |
| 1982 | 52e             | 40e           |                  |                 |
| 1983 |                 |               |                  |                 |
| 1984 |                 |               |                  | 52e             |
| 1985 |                 |               |                  |                 |
| 1986 |                 |               |                  |                 |
| 1987 |                 |               |                  |                 |
| 1988 |                 |               |                  | 61e             |
| 1989 |                 |               |                  |                 |
| 1990 |                 |               |                  |                 |

## Overwinningen
| Seizoen   | Wereldbeker | Superprestige          | GvA Trofee | Kampioenschappen | Overige | Totaal aantal zeges |
| --------- | ----------- | ---------------------- | ---------- | ---------------- | ------- | ------------------- |
| 1988-1989 |             | Zurich-Waid            |            |                  |         | 1                   |
| 1989-1990 |             | Zurich-Waid, Zillebeke |            |                  |         | 2                   |

## Ploegen
- 1979 - Willora-Impala
- 1980 - TI-Raleigh
- 1981 - Cilo-Aufina
- 1982 - Cilo-Aufina
- 1983 - Cilo-Aufina
- 1985 - Carrera-Inoxpran
- 1986 - Carrera-Inoxpran
- 1987 - Isotonic-Cyndarella
- 1988 - Cyndarella-Isotonic
- 1989 - Domex-Weinmann
- 1990 - Weinmann
- 1991 - Appenzeller Käse
- 1992 - Appenzeller Käse
- 1993 - Appenzeller Käse
- 1994 - Appenzeller Käse-Wheeler
- 1995 - Appenzeller Käse-Wheeler